# Љубомир Гајић
Љубомир Гајић (Богутово Село, 1948 – Бања Лука, 2017) бивши је југословенски и босанскохерцеговачки академски сликар, социолог културе и први предсједник Удружења ликовних и примијењених умјетности Републике Српске. Један је од оснивача Академије умјетности Универзитета у Бањој Луци.

## Живот
Рођен је 1948. у Бугутовом Селу код Угљевика (тада НР БиХ, ФНРЈ; данас РС, БиХ). У Београду је завршио Факултет политичких наука и Академију ликовних умјетности. Сликарство је завршио у класи класи професора Недељка Гвозденовића и Раденка Мишевића. Магистар је социологије културе. У периоду од 1958. до 1963. је као искушеник боравио у манастиру Чокешина. Прву самосталну изложбу слике је одржао 1966. године. Радио је као професор на Филозофском факултету и Архитектонско-грађевинском факултету у Бањој Луци.
Преминуо је 5. новембра 2017. године у Бањој Луци. Сахрањен је на бањалучком Пердувовом гробљу.